# Ruta de Illinois 140
La Ruta de Illinois 140, y abreviada IL 140 (en inglés: Illinois Route 140) es una carretera estatal estadounidense ubicada en el estado de Illinois. La carretera inicia en el oeste desde la IL 143  , GRR 1   en Alton hacia el este en la US 40     en Mulberry Grove. La carretera tiene una longitud de 83,8 km (52.05 mi).

## Mantenimiento
Al igual que las autopistas interestatales, y las rutas federales y el resto de carreteras estatales, la Ruta de Illinois 140 es administrada y mantenida por el Departamento de Transporte de Illinois por sus siglas en inglés IDOT.